# Torà
Torà là một đô thị trong tỉnh Lérida, cộng đồng tự trị Cataluña Tây Ban Nha. Đô thị Torà có diện tích là 92 ki-lô-mét vuông, dân số năm 2009 là 1367 người với mật độ 14,86 người/km². Đô thị Torà có cự ly km so với tỉnh lỵ Lérida.